# Moixé Dayan
Moixé Dayan (hebreu: משה דיין)  (Degania Alef, 20 de maig de 1915 - Tel-Aviv, 16 d'octubre de 1981) fou un militar i polític israelià; va ser cap d'estat major de l'exèrcit israelià, i va tenir un paper crucial en la Guerra dels Sis Dies.
A la dècada de 1930, Dayan es va unir a la Haganà, la força de defensa jueva anterior a l'estat de la Palestina obligatòria. Va servir als Esquadrons Especials de Nit sota Orde Wingate durant la revolta àrab a Palestina i més tard va perdre un ull davant d'un franctirador en una incursió a les forces de Vichy al Líban durant la Segona Guerra Mundial. Dayan estava a prop de David Ben-Gurion i es va unir a ell per deixar el partit Mapai i crear el partit Rafi el 1965 amb Shimon Peres. Dayan es va convertir en ministre de Defensa just abans de la Guerra dels Sis Dies de 1967. Després de la guerra del Yom Kippur de 1973, durant la qual Dayan va exercir com a ministre de Defensa, se li va culpar de la manca de preparació; després d'un temps va dimitir. El 1977, després de l'elecció de Menachem Begin com a primer ministre, Dayan va ser expulsat del Partit Laborista perquè es va unir al govern liderat pel Likud com a ministre d'Afers Exteriors, jugant un paper important en la negociació del tractat de pau entre Egipte i Israel.

## Primers anys
Moixé Dayan va néixer el 20 de maig de 1915 al kibbutz Degania Alef, prop del mar de Galilea a Palestina, a l'aleshores Síria otomana dins de l'Imperi Otomà, un dels tres fills nascuts de Shmuel i Devorah Dayan, immigrants jueus ucraïnesos de Zhashkiv. El kibutz Degania Alef, amb 11 membres, va ser el primer kibutz, i passaria a formar part de l'Estat d'Israel.
Dayan va ser el segon fill nascut a Degania, després de Gideon Baratz (1913-1988). Va ser nomenat Moixé en honor de Moixé Barski, el primer membre de Degania que va morir en un atac àrab, que va morir rebent medicaments per al pare de Dayan. Poc després, els pares de Dayan es van traslladar a Nahalal, el primer moshav, o cooperativa agrícola, que es va establir. Dayan va assistir a l'escola agrícola allà. Dayan era un jueu ateu. Parlava hebreu, àrab i anglès.

## Militar

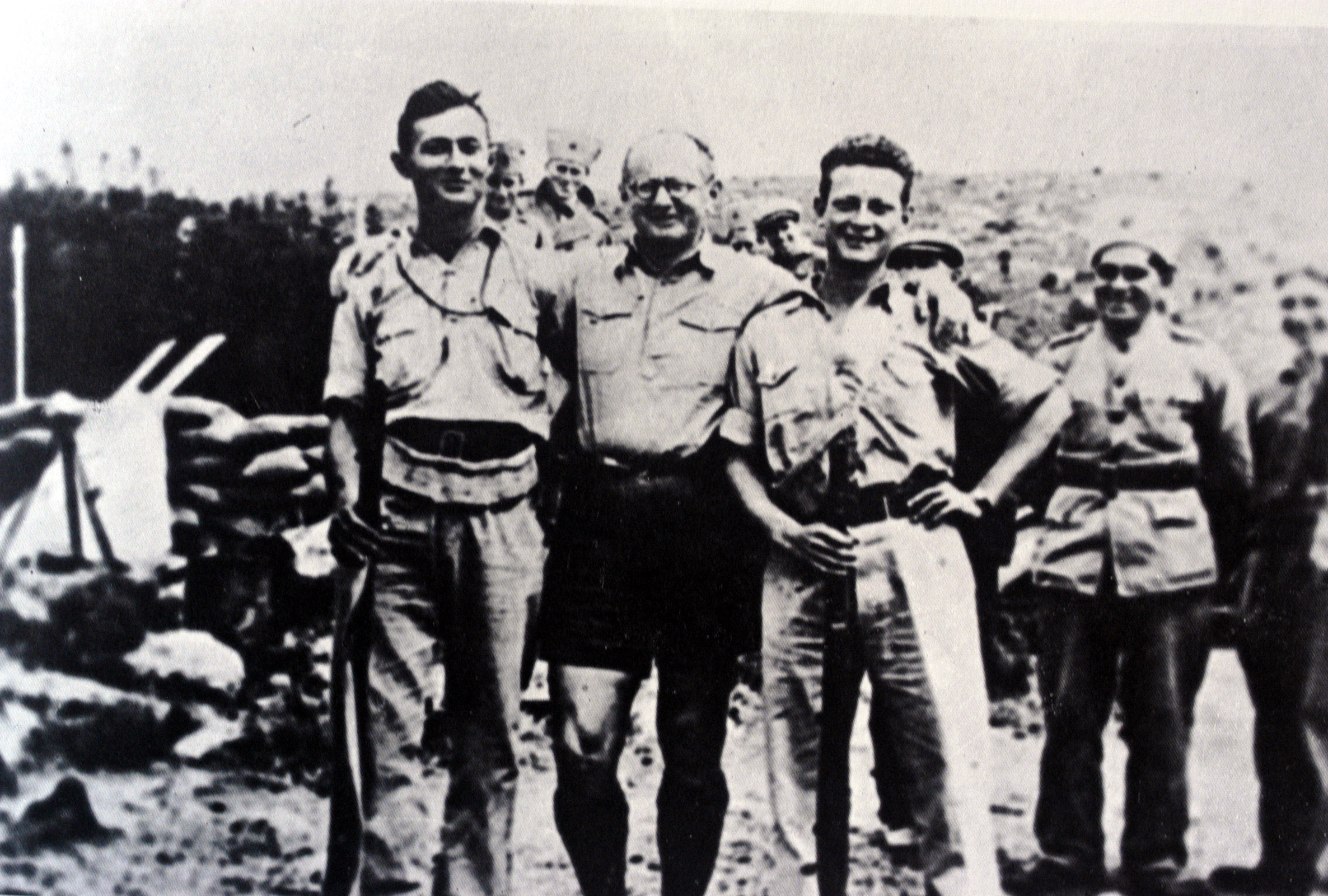
Dayan (esquerra) amb Yitzhak Sadeh i Yigal Allon, Kibbutz Hanita, 1938.

A l'edat de 14 anys, Dayan es va unir a la força de defensa jueva Haganah. El 1938, es va unir a la Policia Supernumerària irregular organitzada pels britànics i va dirigir una petita patrulla motoritzada ("MAN"). Un dels seus herois militars va ser l'oficial d'intel·ligència britànic prosionista Orde Wingate, sota el qual va servir en diverses operacions d'Esquadres Nocturnes Especials. El 3 d'octubre de 1939, va ser l'instructor comandant dels cursos del Líder de l'Haganah celebrats a Yavniel quan dos oficials de la policia britànica de Palestina van descobrir una quantitat de rifles il·legals. L'HQ de l'Haganah va ordenar l'evacuació del camp. Al capdavant d'un grup de 43 homes a través de Wadi Bira, a primera hora del matí següent, de 12 a 15 membres àrabs de la Força Fronterera de Transjordania els van arrestar. Es van fer preguntes sobre com una força tan gran va ser arrestada per una força més petita. Moixé Carmel, el comandant adjunt del grup, també va criticar la voluntat de Dayan de parlar amb els seus interrogadors a la presó d'Acre . El 30 d'octubre de 1939, la majoria del grup va ser condemnat a 10 anys de presó. Set mesos més tard, Dayan va ser substituït com a representant dels presoners després que es descobrís que s'estaven fent moviments per aconseguir-li un indult individual. El 16 de febrer de 1941, després de la intervenció de Chaim Weizmann a Londres, tots van ser alliberats.
Dayan va ser assignat a un petit grup de treball de reconeixement dirigit per Australia, que també incloïa companys de Palmach i guies àrabs, format en preparació per a la invasió aliada de Síria i el Líban i unit a la 7a Divisió australiana. Utilitzant el seu kibbutz domèstic d'Hanita com a base avançada, la unitat s'infiltrava freqüentment al Líban francès de Vichy, amb vestits àrabs tradicionals, en missions de vigilància encobertes.

## Pegat per a l'ull
El 7 de juny de 1941, la nit abans de la invasió de la campanya Síria-Líban, la unitat de Dayan va travessar la frontera i va assegurar dos ponts sobre el riu Litani. Durant aquest temps, Dayan va servir sota el comandament del tinent general britànic Sir Henry Maitland Wilson. Quan no van ser rellevats com s'esperava, a les 04:00 del 8 de juny, la unitat va percebre que estava exposada a un possible atac i, per iniciativa pròpia, va assaltar una comissaria de policia de Vichy propera, capturant-la. Unes hores més tard, mentre Dayan es trobava al terrat de l'edifici utilitzant uns prismàtics per explorar les posicions franceses de Vichy a l'altra banda del riu, els prismàtics van ser colpejats per una bala de rifle francès disparada per un franctirador des d'uns centenars de metres de distància, propulsant metall. i fragments de vidre a l'ull esquerre i li van causar danys greus. Van passar sis hores abans que pogués ser evacuat. Dayan va perdre l'ull. A més, el dany als músculs extraoculars va ser tal que a Dayan no se li va poder posar un ull de vidre, i es va veure obligat a adoptar el pegat per a l'ull negre que es va convertir en la seva marca registrada.
Les cartes d'aquesta època van revelar que, tot i perdre l'ull esquerre i patir ferides greus a la zona on es trobava l'ull, Dayan encara va suplicar a Wilson que es reincorporés al combat. També es va sotmetre a una cirurgia ocular el 1947 en un hospital de París, que va resultar sense èxit.
En els anys immediatament posteriors, la discapacitat li va causar cert dolor psicològic. Dayan va escriure a la seva autobiografia: "Vaig reflexionar amb considerables recels sobre el meu futur com a coixí sense una habilitat, ofici o professió per a la meva família". Va afegir que estava "disposat a fer qualsevol esforç i suportar qualsevol patiment, si només pogués desfer-me del meu pegat negre a l'ull. L'atenció que em va cridar era intolerable. Preferia tancar-me a casa, fent qualsevol cosa que no pas. trobar les reaccions de la gent allà on vaig anar".

## Carrera militar
El 1947, Dayan va ser nomenat membre de l'Estat Major de la Haganah que treballava en afers àrabs, en particular reclutant agents per obtenir informació sobre les forces àrabs irregulars a Palestina. El 14 d'abril de 1948, el seu germà, Zorik, va ser assassinat en combats. El 22 d'abril, Dayan va ser encarregat de la propietat àrab abandonada a Haifa, recentment conquerida. Per aturar el saqueig fora de control, va ordenar que tot allò que pogués ser utilitzat per l'exèrcit s'emmagatzemés als magatzems de l'Haganà i la resta es distribuís entre els assentaments agrícoles jueus. El 18 de maig, Dayan va rebre el comandament del sector de la Vall del Jordà. En una batalla de nou hores, les seves tropes van aturar l'avanç sirià al sud del mar de Galilea.

### 89è Batalló
Al juny, es va convertir en el primer comandant del 89è Batalló, part de la Brigada Cuirassada de Sadeh. Els seus mètodes per reclutar voluntaris d'altres unitats de l'exèrcit, com les Brigades Golani i Kiryati, van provocar queixes dels seus comandants. El 20 de juny de 1948, dos homes d'una de les seves companyies van morir en un enfrontament amb membres de l'Irgun que intentaven portar armes a terra des de l'Altalena a Kfar Vitkin. Durant l'operació Danny, va dirigir el seu batalló en una breu incursió a través de Lod en la qual van morir nou dels seus homes. El seu batalló va ser traslladat al sud, on van capturar Karatiya, prop de Faluja el 15 de juliol. La seva retirada de les seves tropes després de només dues hores, deixant una companyia de la Brigada Givati per enfrontar-se a un contraatac egipci, va fer que el comandant de Givati Shimon Avidan demanés que Dayan fos disciplinat. El cap d'estat major Yigael Yadin va ordenar al fiscal general militar que procedís, però el cas va ser desestimat.

### Jerusalem

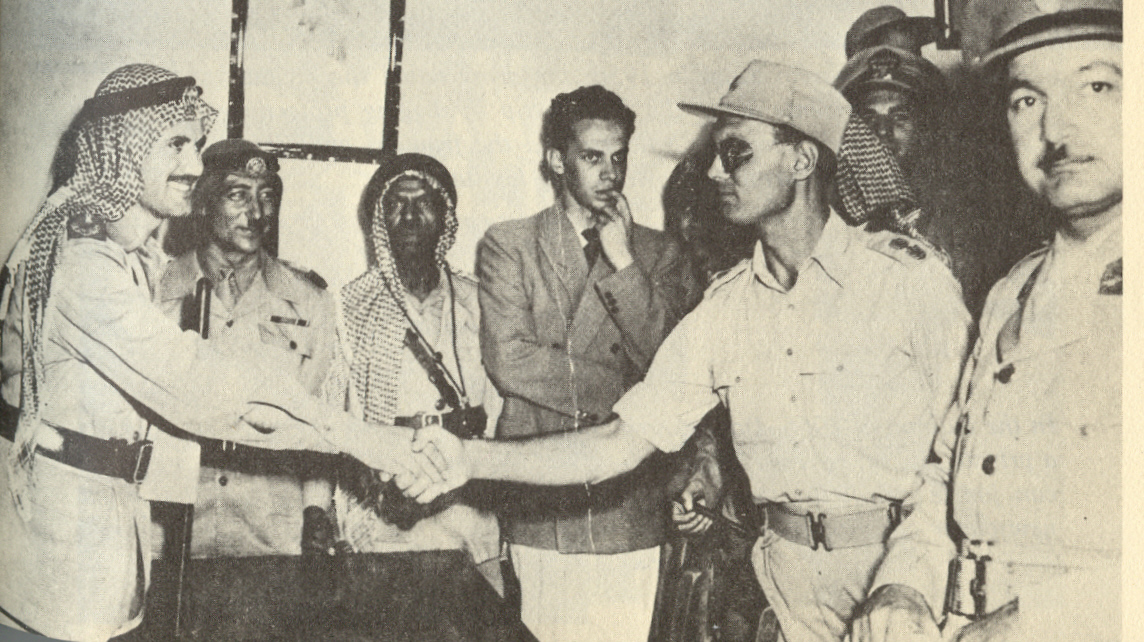
Abdullah Tell i Moixé Dayan arriben a un acord d'alto el foc, Jerusalem, 30 de novembre de 1948

El 23 de juliol de 1948, davant la insistència de David Ben-Gurion sobre l'oposició de l'Estat Major, Dayan va ser nomenat comandant militar de les zones controlades pels jueus de Jerusalem. En aquesta publicació, va llançar dues ofensives militars. Totes dues eren operacions nocturnes i totes dues van fallar. El 17 d'agost, va enviar dues companyies per intentar ocupar els vessants al voltant de la Casa del Govern, però es van retirar amb víctimes. La nit del 20 d'octubre de 1948, coincidint amb el final de l'Operació Yoav més al sud, es va posar en marxa l'Operació Wine Press. El seu objectiu era capturar Betlem via Beit Jala. Sis companyies van marxar, però van ser atrapades pel foc de metralladores al wadi de sota de Beit Jala i es van veure obligades a retirar-se.
Després de l'assassinat el 17 de setembre de 1948 del comte Folke Bernadotte, van passar més de 20 hores abans que imposara un toc de queda a Jerusalem jueva i comencés a arrestar membres de Lehi, l'organització clandestina que es creu que n'era la responsable. Un dels motius d'aquest retard va ser la necessitat de portar tropes lleials de Tel-Aviv a la ciutat.
El 20 d'octubre de 1948, Dayan va comandar la Brigada Etzioni de 800 persones durant la desafortunada Operació Yeqev, en la qual els objectius eren unir-se a la Brigada Harel en la captura de la serralada que dominava Beit Jala. La missió va ser cancel·lada a causa d'una navegació equivocada i de la por de Ben Gurion de molestar el món cristià en la captura de llocs cristians per part d'Israel. Un alto el foc va entrar en vigor el 22 d'octubre.
A la tardor de 1948, va participar en les negociacions amb Abdullah el Tell, el comandant militar jordà de Jerusalem Est, sobre un alto el foc durador per a la zona de Jerusalem. El 1949, va tenir almenys cinc reunions cara a cara amb el rei Abdullah de Jordània sobre l'acord d'armistici i la recerca d'un acord de pau a llarg termini. Després d'un incident de febrer de 1949, va ser processat per desobeir una ordre del seu superior, el Major General Zvi Ayalon OC Comandament Central. Un tribunal militar el va declarar culpable i el va degradar breument de tinent coronel a major. Això no li va impedir assistir a les negociacions de l'armistici a Rodes. El 29 de juny de 1949, va ser nomenat cap de totes les delegacions israelianes a les reunions de la Comissió Mixta d'Armistici. El setembre de 1949, tot i estar implicat en aquestes negociacions, Dayan va recomanar a Ben-Gurion que l'exèrcit s'utilitzi per obrir la carretera a Jerusalem i accedir al Mur Occidental i al Mont Scopus.

### Comandament del Sud
El 25 d'octubre de 1949, va ser ascendit a major general i nomenat comandant del Comandament Sud. La majoria dels oficials d'estat major van dimitir en protesta pel seu reemplaçament de Yigal Allon. El principal problema al sud del país va ser que els palestins travessen la frontera, "infiltrant-se", des de la Franja de Gaza, el Sinaí i els turons d'Hebron. Dayan era un defensor d'una política "dura" a la frontera. A Jerusalem, havia donat instruccions que els infiltrats assassinats a la terra de ningú o al costat àrab de la frontera havien de traslladar-se al costat israelià abans de les inspeccions de l'ONU. Allon ja havia introduït una zona de "foc lliure" de 7 quilòmetres al llarg de les fronteres del sud. A la primavera de 1950, Dayan va autoritzar la Força Aèria Israeliana a ametrallar els pastors i els seus ramats a l'àrea de Beit Govrin. També hi va haver atacs d'ametrallament contra campaments beduins a la zona de Gaza. A principis de 1950, 700 beduïns, 'Azame, van ser expulsats de la zona d'Hebron Sud. El setembre de 1950, diversos milers més van ser expulsats de la zona desmilitaritzada d' Al-Ajua. Durant 1950, la població restant d' al-Majdal va ser traslladada a la Franja de Gaza. En un incident notori el 31 de maig de 1950, l'exèrcit va forçar 120 àrabs a travessar la frontera jordana a 'Arava. "Dues o tres dotzenes" van morir de set abans d'arribar a la seguretat.

Durant el 1950, Dayan també va desenvolupar una política de represàlies transfrontereres punitives en resposta als atacs dels fedayins contra els israelians. Els esquadrons de les FDI van ser enviats a la Franja de Gaza per posar mines. La primera incursió de represàlia contra un poble va tenir lloc el 20 de març de 1950 quan sis àrabs van ser assassinats a Khirbet Jamrura. El 18 de juny de 1950, Dayan va explicar el seu pensament a la facció Mapai a la Knesset:
[La represàlia és] l'únic mètode que [ha demostrat] eficaç, no justificat ni moral sinó efectiu, quan els àrabs planten mines al nostre costat. Si intentem buscar aquell àrab, no té cap valor. Però si assetgem el poble proper... aleshores la població d'allà es manifesta contra els [infiltrats]... i el govern egipci i el govern de Transjordània estan [impulsats] a prevenir aquests incidents, perquè el seu prestigi està [en joc], ja que els jueus han obert foc i no estan preparats per començar una guerra... El mètode de càstig col·lectiu fins ara ha demostrat ser efectiu... No hi ha altres mètodes efectius. 
El 1950, Moixé Dayan també va ordenar a l'exèrcit israelià el 1950 que destruís el Santuari del Cap de Husayn, més d'un any després que les hostilitats acabessin. Es creu que la demolició estava relacionada amb els esforços de Dayan per expulsar els àrabs palestins restants de la regió.
El 8 de març de 1951, 18 van ser assassinats a Idna. El 20 d'octubre de 1951, dues companyies del Batalló 79 (7a Brigada) van destruir diverses cases i una fàbrica de gel a l'est de la ciutat de Gaza; desenes van morir i ferits. El 6 de gener de 1952, una companyia d'infanteria blindada del mateix batalló va atacar un campament beduí, Nabahim, prop del camp de refugiats de Bureij, matant-ne 15. Glubb Pasha va escriure que l'objectiu d'aquesta nova estratègia semblava "ser simplement matar àrabs indiscriminadament". Dayan ho va veure com un "ull per ull". Era un amic íntim d'Amos Yarkoni, un oficial àrab de les Forces de Defensa d'Israel. En aquell moment, el comandant militar va comentar que " si Moixé Dayan pogués ser el Ramatkal (cap de l'Estat Major) sense ull, podem tenir un comandant de batalló amb una mà protèsica".
A finals de 1951, Dayan va assistir a un curs a l'escola d'oficials superiors de l'exèrcit britànic a Devizes, Anglaterra. El maig de 1952, va ser nomenat comandant operacional del Comandament del Nord.

### Cap d'Estat Major
L'any 1952 va ser una època de crisi econòmica per al nou estat. Davant les demandes d'una retallada del 20% en el pressupost i l'acomiadament de 6.000 membres de les FDI, Yigael Yadin va dimitir com a cap d'estat major el novembre de 1952, i va ser substituït per Mordechai Maklef. El desembre de 1952, Dayan va ser ascendit a cap de la Branca d'Operacions (G), el segon lloc més alt de l'Estat Major. Una de les accions de Dayan en aquest càrrec va ser començar el treball al canal que desviava l'aigua del riu Jordà, setembre de 1953.
Durant 1953, el primer ministre i ministre de Defensa David Ben-Gurion va començar a preparar-se per a la seva jubilació. La seva elecció com a ministre de Defensa va ser Pinhas Lavon, que va esdevenir MoD en funcions a la tardor de 1953. Lavon i Maklef no van poder treballar junts i Maklef va dimitir. Dayan va ser nomenat immediatament CoS el 7 de desembre de 1953. Aquest nomenament va ser l'últim acte de Ben-Gurion com a primer ministre abans del seu reemplaçament pel primer ministre en funcions Moshe Sharett.
En prendre el comandament, basat en el programa de defensa de tres anys de Ben-Gurion, Dayan va dur a terme una important reorganització de l'exèrcit israelià, que, entre d'altres, va incloure: 
- Unitats de combat reforçades a costa de la "cua" administrativa.
- Augment de les branques d'intel·ligència i entrenament de l'exèrcit israelià.
- Cedir les activitats de botigues i compres al Ministeri de Defensa civil.
- Renovar l'esquema de mobilització i garantir la destinació de l'equipament adequat.
- Creació d'una acadèmia militar per a oficials de grau superior i superior.
- Es va posar èmfasi en les forces d'atac (Força Aèria, Blindades) i en l'entrenament dels batallons de comandaments.
- Va desenvolupar GADNA, una ala juvenil per a l'entrenament militar.

El maig de 1955, Dayan va assistir a una reunió convocada per Ben-Gurion. Ben-Gurion va plantejar la qüestió d'una possible invasió de l'Iraq a Síria i com es podria utilitzar per provocar un canvi al Líban. Dayan va proposar que:
Tot el que cal és trobar un oficial, fins i tot un capità faria, per guanyar-se el seu cor o comprar-lo amb diners per aconseguir que accepti declarar-se el salvador de la població maronita. Llavors l'exèrcit israelià entrarà al Líban, ocuparà el territori necessari i crearà un règim cristià que s'aliarà amb Israel. El territori des del Litani cap al sud quedarà totalment annexat a Israel i tot anirà al seu lloc. 
El primer ministre Moshe Sharett, commocionat per la indiferència dels oficials cap al veí Líban, va rebutjar el pla com a divorciat de la realitat.

### Operacions transfrontereres
El juliol de 1953, mentre estava a l'Estat Major, Dayan va participar en la creació de la Unitat 101 , que s'havia d'especialitzar en les represàlies transfrontereres nocturnes. Inicialment es va oposar a la creació d'un grup com aquest perquè va argumentar que soscava els seus intents de preparar les FDI per a una guerra ofensiva. La primera operació oficial de la unitat 101 va ser atacar, el 28 d'agost de 1953, el camp de refugiats de Bureij , durant el qual van matar 20 refugiats i van patir 2 ferits.
A l'octubre de 1953, Dayan estava estretament implicat amb 101. Va ser un dels principals artífexs de la massacre de Qibya , la nit del 14 al 15 d'octubre de 1953, en resposta a l'assassinat de 3 civils israelians a l' atac de Yehud el 12 d'octubre. L'ordre de l'Estat Major deia "conquerir temporalment el poble de Qibya, amb l'objectiu de fer volar cases i colpejar els habitants". Les Instruccions d'Operació del Comandament Central eren més específiques: "realitzar destruccions i matar al màxim". Cent trenta soldats de les FDI, dels quals un terç provenia de la Unitat 101, van dur a terme l'operació. Van portar 70 kg d'explosius, van fer volar 45 cases i van matar 69 persones. El comandant que va dirigir l'atac, Ariel Sharon, va dir més tard que havia "pensat que les cases estaven buides". Les crítiques internacionals sobre els civils assassinats van portar a un canvi de tàctica. Va ser l'últim atac de les FDI a gran escala contra edificis civils. En el futur, els objectius havien de ser la legió àrab, la policia de fronteres i els exèrcits egipcis o sirians. Dayan va fusionar la Unitat 101 amb la Brigada de Paracaigudistes i va assignar el seu comandament a Sharon.
Dayan va tenir una relació difícil amb MoD Lavon. Hi va haver problemes sobre les prioritats de despesa i sobre els tractes de Lavon amb membres alts de les FDI a l'esquena de Dayan. Això va acabar amb la renúncia de Lavon sobre qui va ordenar l'operació de sabotatge a Egipte, que va provocar el judici d'una sèrie de jueus egipcis, dos dels quals van ser executats.

Dayan creia en el valor de les represàlies transfrontereres punitives:
No podem salvar cada canonada d'aigua de l'explosió ni que cada arbre sigui arrencat. No podem evitar l'assassinat de treballadors de tarongers o de famílies als seus llits. Però podem posar un preu molt alt a la seva sang, un preu tan alt que ja no valdrà la pena que els àrabs, els exèrcits àrabs, els estats àrabs el paguin. 
El primer ministre Sharett era un defensor de la moderació i no confiava tant en l'eficàcia dels atacs. Quan va demanar l'aprovació per a les operacions, Dayan va minimitzar l'escala de les incursions per obtenir l'aprovació. Hi va haver menys incursions transfrontereres a gran escala el 1954. Entre desembre de 1953 i setembre de 1954, almenys 48 àrabs van ser assassinats en més de 18 incursions transfrontereres. Quinze dels morts eren civils: pagesos, pastors i un metge; dues eren dones. Amb el retorn de Ben-Gurion, això va canviar. La nit del 28 de febrer de 1955, es va llançar l'operació Black Arrow (Mivtza Hetz Shahor) contra un campament de l'exèrcit egipci al sud de la ciutat de Gaza. La força de les FDI estava formada per 120 paracaigudistes i va patir 14 morts; Van morir 36 soldats egipcis i dos civils palestins. Ben-Gurion i Dayan havien dit a Sharett que la seva estimació de baixes egípcies era de 10. El 31 d'agost de 1955, malgrat l'oposició de Sharett, tres companyies de paracaigudistes van atacar el fort de Tegart construït pels britànics a Khan Yunis. Les directrius de l'operació Elkayam demanaven "matar tants soldats enemics com sigui possible". La comissaria de policia i diversos edificis van ser volats i van morir 72 egipcis i palestins.

### Armament
Entre 1955 i 1956, Dayan i Shimon Peres van negociar una sèrie de grans contractes d'armes amb França. El 10 de novembre de 1955 es va signar un acord per al lliurament de 100 tancs AMX-13 i diverses armes antitanc. El 24 de juny de 1956, es va acordar un acord de 80 milions de dòlars que implicava 72 avions Dassault Mystère IV, 120 tancs AMX-13, 40 tancs Sherman i 18 d'artilleria de 105 mm. Els Mystere s'afegeixen als 53 ja en comanda. A finals de setembre de 1956, es van afegir 100 tancs Sherman més, 300 semi-orugas i 300 camions 6x6.
A principis de novembre de 1956, l'exèrcit israelià tenia 380 tancs.

### Escalada fins a la crisi de Suez

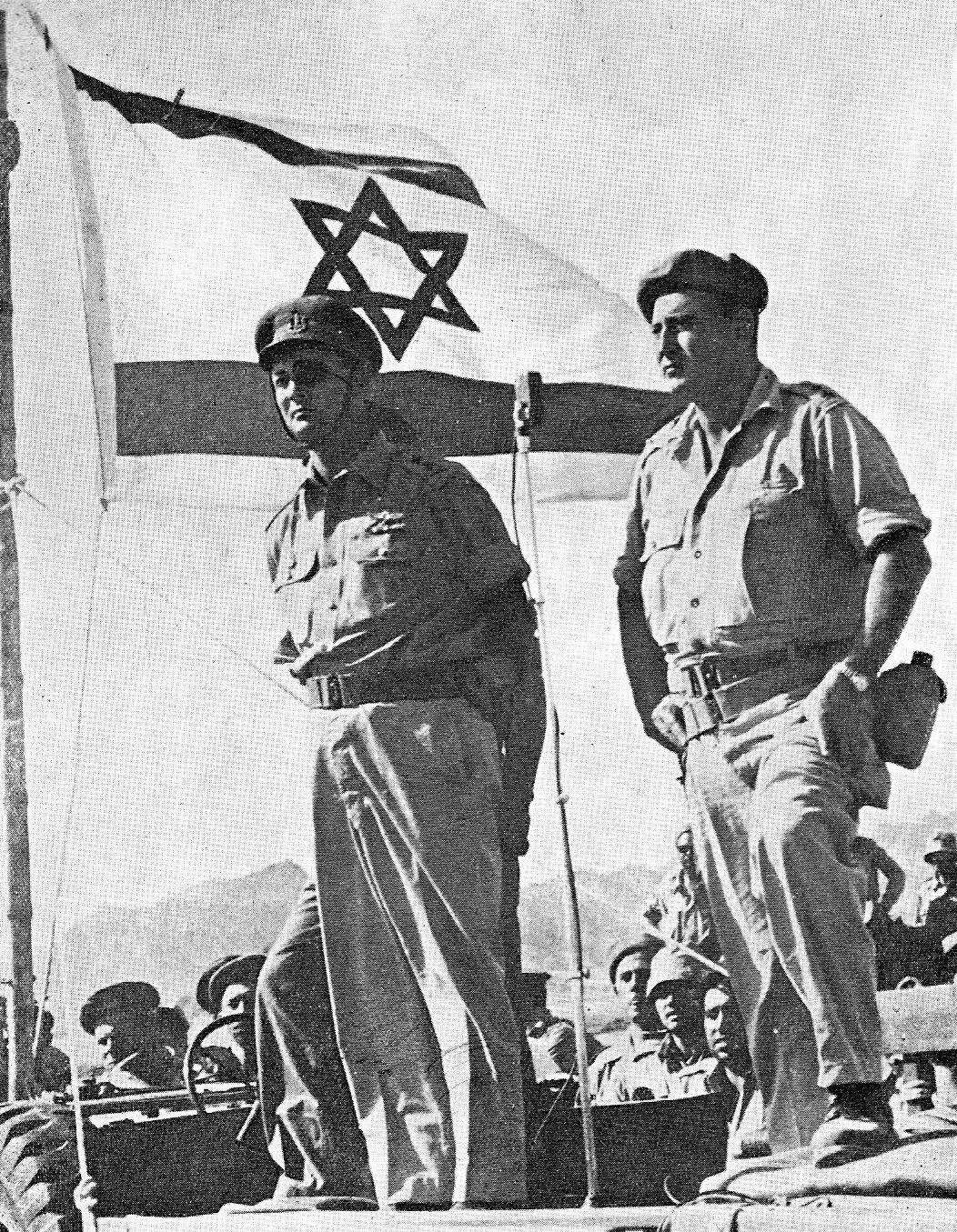
Ramatkal Moixé Dayan i Avraham Yoffe, comandant de la 9a Brigada Oded, a Sharm el-Sheikh després de l'operació Kadesh.

Després de les eleccions de 1955, Ben-Gurion va reprendre el seu doble paper com a primer ministre i ministre de defensa. Dayan, que creia en la inevitabilitat de la "Segona Ronda", va defensar un atac preventiu contra els veïns d'Israel, especialment Egipte. Els dos líders pensaven que la guerra amb Egipte es podria aconseguir provocant una resposta egípcia a les incursions de represàlia, que després es podria utilitzar per justificar un atac total. El 23 d'octubre de 1955, Ben-Gurion va ordenar a Dayan que preparés plans per capturar Sharm al Sheikh.
La nit del 27 d'octubre de 1955, un batalló de les FDI va atacar un lloc de l'exèrcit egipci a Kuntilla (operació Egged), matant 12 soldats egipcis. El 2 de novembre, al Sabha, prop de la DMZ , va ser atacada, en l'operació Volcano (Mivtza Ha Ga'ash), matant 81 soldats egipcis. L'11 de desembre, amb l'esperança que un atac a Síria provoqués una resposta egípcia, es va llançar l'operació Olive Leaves /Mar de Galilea (Mivtza 'Alei Zayit/Kinneret ) en la qual diverses posicions sirianes a la riba oriental del mar de Galilea. Galilea van ser destruïdes. Van morir quaranta-vuit soldats sirians i sis civils. Els egipcis no van reaccionar.
Una reunió del gabinet el 15 de desembre de 1955 va votar en contra de noves provocacions i va decidir que qualsevol atac de represàlia havia de tenir l'aprovació total del gabinet. Les incursions van cessar durant sis mesos. Hi va haver una excepció: el 5 d'abril de 1956, després de dos incidents anteriors a la frontera amb la Franja de Gaza en què van morir quatre soldats israelians, les FDI van bombardejar el centre de la ciutat de Gaza amb morters de 120 mm. Cinquanta-vuit civils van ser assassinats, inclosos 10 nens. També van morir 4 soldats egipcis. No és clar si Dayan va tenir l'aprovació de Ben-Gurion per bombardejar la ciutat. Egipte va respondre reprenent els atacs dels fedayins a través de la frontera, matant 14 israelians durant el període de l'11 al 17 d'abril.
Entre setembre i octubre de 1956, quan els plans van començar a madurar per a la invasió de la península del Sinaí, Dayan va ordenar una sèrie d'ataques transfrontereres a gran escala. La nit del 25 de setembre, després d'una sèrie d'incidents, inclòs el metrallament d'una gran concentració a Ramat Rachel en què van morir quatre israelians, i l'assassinat d'una noia al sud-oest de Jerusalem, el 890è Batalló va atacar la comissaria de policia de Husan i els voltants. Posicions de la Legió Àrab a prop de les línies d'armistici. Trenta-set legionaris i guàrdies nacionals van ser assassinats, així com dos civils. Nou o deu paracaigudistes van morir, diversos en un accident de trànsit després de l'atac.
Després de l'assassinat de dos treballadors prop d'Even-Yehuda, Dayan va ordenar un atac similar, l'Operació Samaria/ Mivtza Shomron, a la comissaria de Qalqilya. L'atac va tenir lloc la nit del 10 d'octubre de 1956 i va implicar diversos milers de soldats de les FDI. Durant els combats, les tropes jordanes van envoltar una companyia de paracaigudistes. Els supervivents israelians només van escapar sota coberta aèria estreta des de quatre avions de la IAF. Els israelians van patir 18 morts i 68 ferits; Entre 70 i 90 jordans van ser assassinats. Com a conseqüència, els oficials de paracaigudistes van criticar severament Dayan pels suposats errors tàctics. Va ser l'última vegada que les FDI van llançar un atac de represàlia a la nit.
Com a cap d'estat major de les Forces de Defensa d'Israel, Moixé Dayan va comandar personalment les forces israelianes que lluitaven al Sinaí durant la crisi de Suez de 1956. Va ser durant el seu mandat com a cap de gabinet que Dayan va pronunciar el seu famós elogi de Ro'i Rutenberg, un jove israelià resident al kibbutz Nahal Oz, assassinat per soldats egipcis que van emboscar el kibutz, el 1956. Les paraules de Dayan es van fer famoses ràpidament i han servit. com un dels discursos més influents de la història d'Israel des d'aleshores. En termes contundents, Dayan va condemnar l'assassinat i va dir:
"Ahir al matí Roi va ser assassinat. La tranquil·litat del matí de primavera el va enlluernar i no va veure els que l'esperaven emboscat, a la vora del solc. No culpem els assassins avui. Per què hem de declarar El seu odi ardent cap a nosaltres? Fa vuit anys que estan asseguts als camps de refugiats de Gaza, i davant els seus ulls hem anat transformant les terres i els pobles on van habitar ells i els seus pares, en la nostra finca. No és entre els Àrabs a Gaza, però enmig nostre que hem de buscar la sang de Roi. Com vam tancar els ulls i negar-nos a mirar directament el nostre destí, i veure, amb tota la seva brutalitat, el destí de la nostra generació? Hem oblidat que això Un grup de joves que viu a Nahal Oz està portant les pesades portes de Gaza sobre les seves espatlles? Més enllà del solc de la frontera, s'infla un mar d'odi i desig de venjança, esperant el dia en què la serenitat ens entorti el camí, per al dia. quan farem cas dels ambaixadors de la hipocresia malèvola que ens criden a deposar les armes. La sang de Roi ens crida a nosaltres i només a nosaltres des del seu cos esquinçat. Encara que hem jurat mil vegades que la nostra sang no fluirà en va, ahir vam tornar a ser temptats, vam escoltar, vam creure.
Avui farem comptes amb nosaltres mateixos; som una generació que assenta la terra i sense el casc d'acer i les fauces del canó, no podrem plantar un arbre i fer una casa. No ens deixem dissuadir de veure l'odi que està inflamant i omplint la vida dels centenars de milers d'àrabs que viuen al nostre voltant. No desviem els ulls perquè els nostres braços es debilitin. Aquest és el destí de la nostra generació. Aquesta és l'elecció de la nostra vida: estar preparats i armats, forts i decidits, perquè no ens trepi l'espasa del puny i ens talli la vida. El jove Roi que va marxar de Tel-Aviv per construir la seva casa a les portes de Gaza per ser un mur per a nosaltres va quedar encegat per la llum del seu cor i no va veure el flaix de l'espasa. L'anhel de pau li va ensordir les orelles i no va sentir la veu de l'assassinat que esperava en una emboscada. Les portes de Gaza van pesar massa sobre les seves espatlles i el van vèncer."

## Carrera política
El 1959, un any després de retirar-se de les FDI, Dayan es va unir al Mapai, el partit de centreesquerra israelià, llavors dirigit per David Ben-Gurion. Fins al 1964 va ser ministre d'Agricultura. El 1965, Dayan es va unir al grup de fidels a Ben Gurion que van desertar de Mapai per formar Rafi. Al primer ministre Leví Eixkol no li agradava Dayan. Tanmateix, quan les tensions van començar a augmentar a principis de 1967, Eixkol va nomenar el carismàtic i popular ministre de Defensa Dayan per elevar la moral pública i portar Rafi a un govern d'unitat. Malgrat els seus antecedents militars, Dayan va advocar per la integració dels àrabs palestins en una eventual solució d'estat únic.

### Guerra dels Sis Diesde 1967
Moixé Dayan cobria la guerra del Vietnam per observar de prop la guerra moderna després de deixar la vida política. A més, estava de patrulla com a observador amb membres del Cos de Marines dels EUA. Encara que Dayan no va participar en la major part de la planificació abans de la Guerra dels Sis Dies de juny de 1967, va supervisar personalment la captura de Jerusalem Est durant els combats del 5 al 7 de juny. Durant els anys posteriors a la guerra, Dayan va gaudir d'una enorme popularitat a Israel i va ser àmpliament vist com un potencial primer ministre. En aquest moment, Dayan era el líder del camp falcó dins del govern laborista, oposant-se al retorn a qualsevol cosa semblant a les fronteres d'Israel anteriors al 1967. Una vegada va dir que preferia Sharm-al-Sheikh (una ciutat egípcia a l'extrem sud de la península del Sinaí amb vistes a la ruta de navegació d'Israel fins al Mar Roig a través del golf d'Aqaba) sense pau, a la pau sense Sharm-al-Sheikh. Va modificar aquestes opinions més tard en la seva carrera i va tenir un paper important en l'eventual acord de pau entre Israel i Egipte.
L'afirmació de Dayan va ser negada per Muky Tsur, un líder des de fa molt temps del Moviment Kibbutz Unit que va dir: "Segur que hi va haver discussions sobre pujar els Alts del Golan o no pujar els Alts del Golan, però les discussions eren sobre la seguretat dels kibuts de Galilea. " Ell va dir. "Crec que el mateix Dayan no volia anar als Alts del Golan. Això és una cosa que coneixem des de fa molts anys. Però cap kibutz va aconseguir cap terra en conquerir els Alts del Golan. La gent que hi va anar va anar pel seu compte. És cinisme per dir que els kibbutzim volien terra".

Sobre els comentaris de Dayan, ha dit l'ambaixador d'Israel als Estats Units Michael Oren:
Hi ha un element de veritat a l'afirmació de Dayan, però és important assenyalar que Israel considerava les zones desmilitaritzades del nord com a part del seu territori sobirà i es reservava el dret de conrear-les, un dret que els sirians van resistir constantment amb força. Síria també va treballar per beneficiar-se del riu Jordà abans que desemboqués a Israel, amb l'objectiu d'utilitzar-lo com a font d'aigua; Síria també va donar suport activament als atacs terroristes palestins contra Israel. Israel va aprofitar ocasionalment incidents a les zones desmilitaritzades per atacar el projecte de desviació d'aigua sirià i per castigar els sirians pel seu suport al terror. Les declaracions de Dayan també s'han de prendre en el context del fet que en aquell moment era membre de l'oposició. La seva actitud cap als sirians va canviar dràsticament un cop es va convertir en ministre de Defensa. De fet, el 8 de juny de 1967, Dayan va passar per alt tant el primer ministre com el cap d'estat major per ordenar a l'exèrcit israelià que ataqués i captures el Golan.

#### Incident de l'USSLiberty
Durant la Guerra dels Sis Dies, les forces aèries i navals israelianes van atacar el vaixell espia USS Liberty mentre patrullava en aigües internacionals a l'est del mar Mediterrani. 34 nord-americans van morir i 174 van resultar ferits en l'atac. L'explicació oficial d'Israel va ser que l'atac va ser un cas d'identitat errònia", però això segueix sent discutit.
Molts supervivents de Liberty i els seus partidaris sostenen que Dayan va ordenar personalment l'atac, i això està recolzat per un informe de la CIA sobre l'atac.
Una de les teories predominants per a la motivació de l'atac és que els israelians volien mantenir en secret la seva invasió pendent dels Alts del Golan, i temien que el vaixell de recollida d'intel·ligència de senyals podria haver recollit informació sobre la invasió pendent.

### Guerra del Yom Kippurde 1973
Després que Golda Meir esdevingués primer ministre el 1969 després de la mort de Leví Eixkol, Dayan va romandre ministre de Defensa.

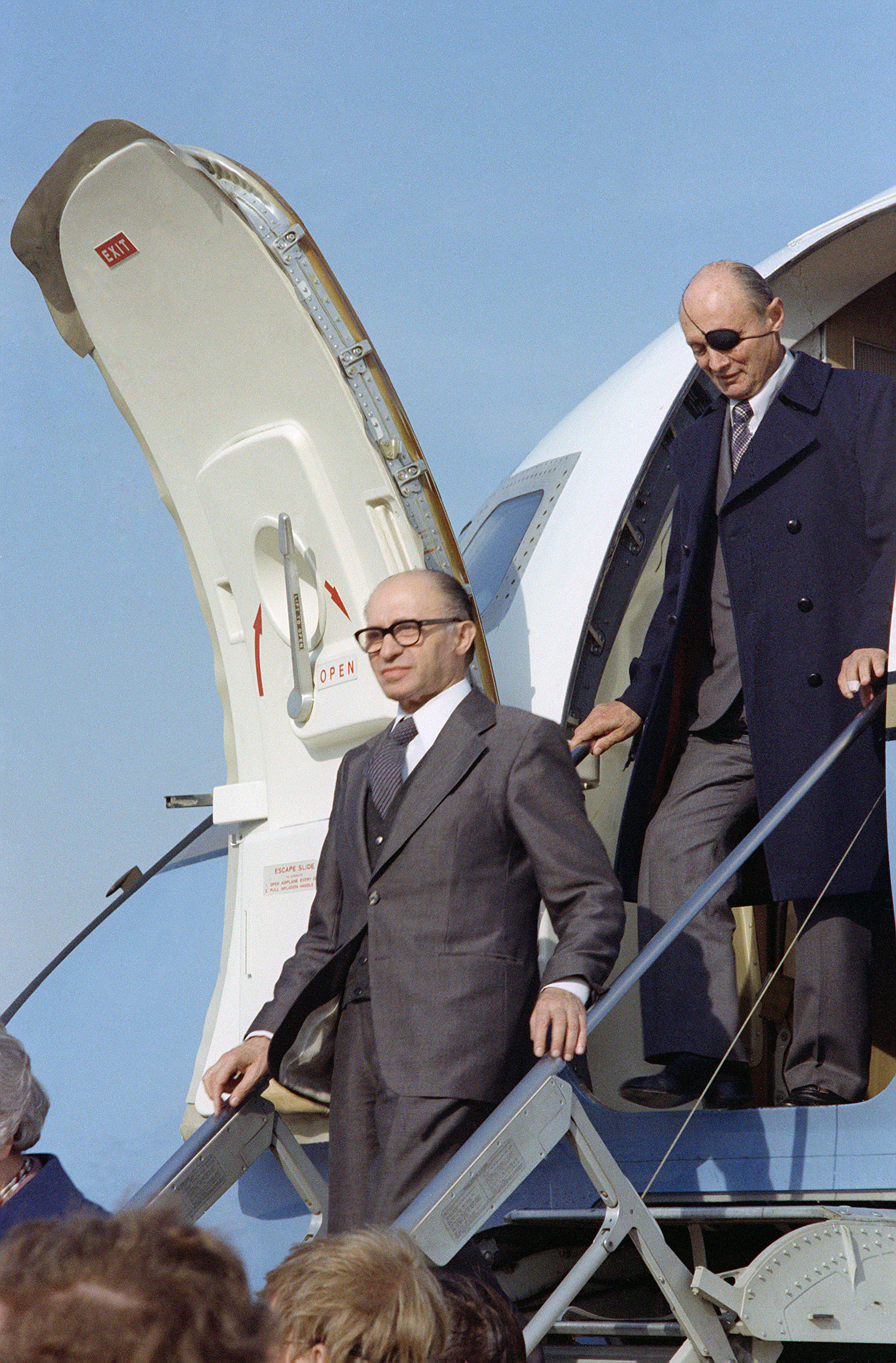
Moixé Dayan i Menahem Beguín, Andrews Air Force Base, Maryland (1978).

Encara ocupava aquest càrrec quan la guerra del Yom Kippur va començar catastròficament per a Israel el 6 d'octubre de 1973. Com a funcionari de més alt rang responsable de la planificació militar, Dayan pot assumir part de la responsabilitat perquè el lideratge israelià no hagués perdut els senyals de la propera guerra. En les hores anteriors a la guerra, Dayan va optar per no ordenar una mobilització total o un atac preventiu contra els egipcis i els sirians. Va suposar que Israel seria capaç de guanyar fàcilment encara que els àrabs ataquessin i, el que és més important, no volia que Israel aparegués com a agressor, ja que sens dubte li hauria costat el suport inestimable dels Estats Units (que hauria més tard muntar un pont aeri massiu per rearmar Israel).
Després de les fortes derrotes dels dos primers dies, les opinions de Dayan van canviar radicalment; va estar a punt d'anunciar la caiguda del Tercer Temple en una conferència de premsa, però Meir li va prohibir parlar.
Dayan va suggerir opcions a l'inici de la guerra, inclòs un pla per retirar-se a les muntanyes Mitleh al Sinaí i una retirada completa dels Alts del Golan per portar la batalla sobre el Jordà, abandonant els principis estratègics bàsics de la doctrina de guerra israeliana, que diu que la guerra s'ha de portar al territori enemic el més aviat possible. El cap de l'estat major, David Elazar, es va oposar a aquests plans i es va demostrar que era correcte. Israel va trencar les línies egípcies al front del Sinaí, va creuar el canal de Suez i va encerclar el 3r Exèrcit egipci. Israel també va contraatacar al front sirià, repel·lint les forces expedicionàries jordanes i iraquianes i bombardejant els afores de Damasc. Tot i que la guerra va acabar amb una victòria israeliana, l'atac àrab va destruir la imatge d'invencibilitat d'Israel i finalment va provocar el tractat de pau egipcio-israelià i la posterior retirada de les forces israelianes de tot el territori egipci.

### Ministre d'Afers Exteriors
Segons els qui el van conèixer, la guerra va deprimir profundament Dayan. Va entrar en un eclipsi polític durant un temps. El 1977, tot i haver estat reelegit a la Knesset per l'Alineació, va acceptar l'oferta de convertir-se en ministre d'Afers Exteriors en el nou govern del Likud dirigit per Menachem Begin. Va ser expulsat de l'Alineació i, com a resultat, es va asseure com a diputat independent. Com a ministre d'Afers Exteriors del govern de Begin, va ser fonamental en l'elaboració dels Acords de Camp David, un acord de pau amb Egipte. Dayan va renunciar al seu càrrec l'octubre de 1979, a causa d'un desacord amb Begin sobre si els territoris palestins eren una qüestió interna israeliana (el tractat de Camp David incloïa disposicions per a futures negociacions amb els palestins; Begin, a qui no li agradava la idea, no va posar Dayan a càrrec de l'equip negociador). El 1981 va fundar un nou partit, Telem.

## Mort i llegat

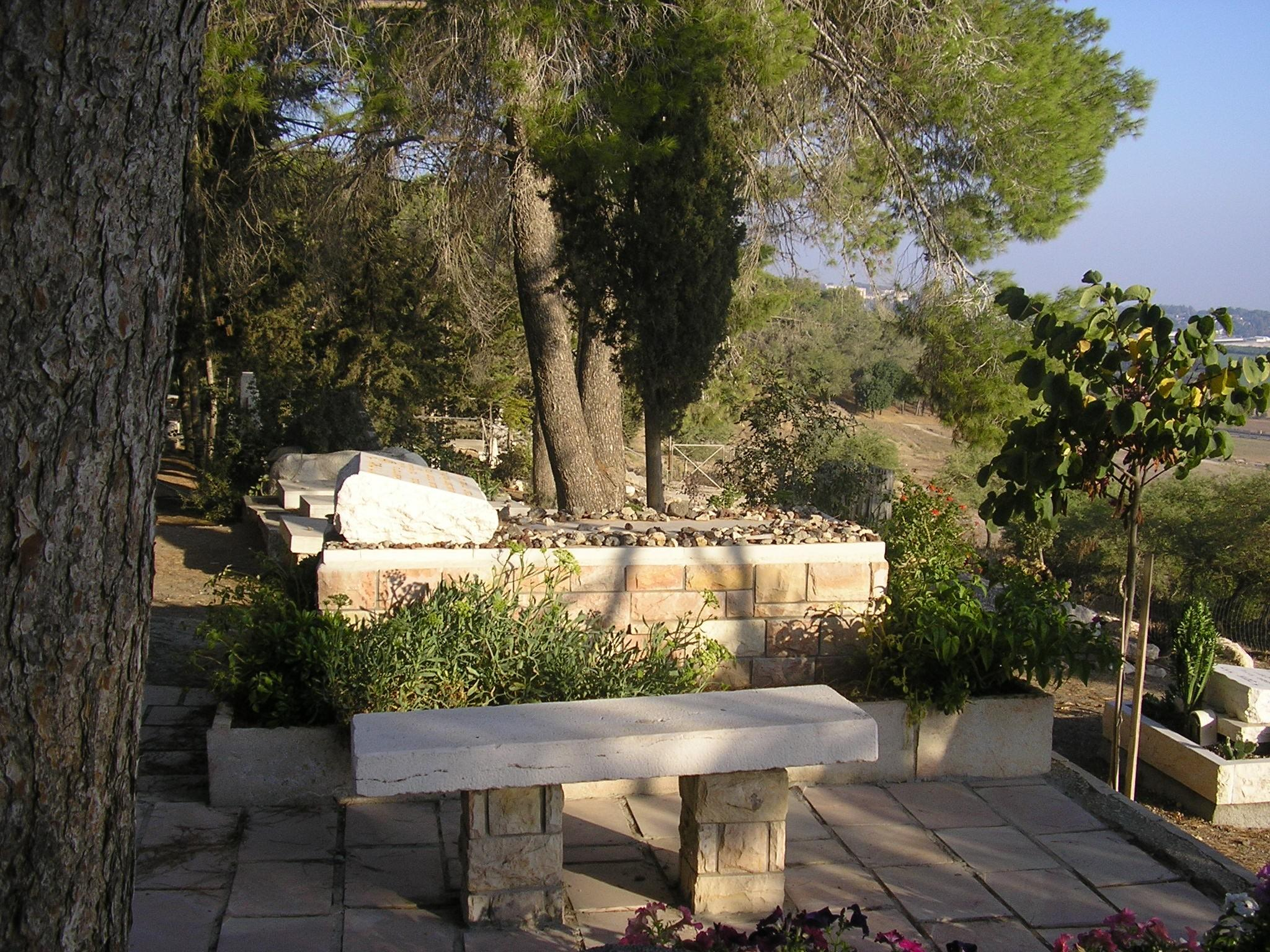
La tomba de Dayan al cementiri de Nahalal.

El partit Telem va guanyar dos escons a les eleccions de 1981, però Dayan va morir poc després, a Tel-Aviv, d'un atac de cor massiu. Havia estat malalt des de 1980, després que aquell mateix any li van diagnosticar càncer de còlon. Està enterrat a Nahalal, al moshav (un poble col·lectiu) on es va criar. Després de la seva mort, el Rebe de Lubavitcher, el rabí Menachem M. Schneerson, va organitzar que el servei commemoratiu de Kaddish durant un any fos recitat en honor a Dayan. Dayan va llegar les seves pertinences personals al seu guardaespatlles. El 2005, el seu pegat per a l'ull es va oferir a la venda a eBay amb una oferta inicial de 75.000 dòlars EUA.

Dayan era un personatge complex; les seves opinions mai van ser estrictament en blanc i negre. Tenia pocs amics propers; la seva brillantor mental i la seva manera carismàtica es van combinar amb el cinisme i la manca de contenció. Ariel Sharon va assenyalar sobre Dayan:
Es despertaria amb cent idees. D'ells noranta-cinc eren perillosos; tres més van haver de ser rebutjats; els dos restants, però, van ser brillants.

Tenia un coratge que arribava a la bogeria, així com mostres de manca de responsabilitat. No diria el mateix del seu coratge civil. Una vegada, Ben Gurion em va preguntar: què en penso de la decisió de nomenar Dayan com a ministre d'Agricultura del seu govern. Vaig dir que és important que Dayan siga a tots els governs per la seva ment brillant, però mai com a primer ministre. Ben Gurion va preguntar: "per què no com a primer ministre?". Aleshores vaig respondre: "perquè no assumeix responsabilitats".